# 創造学園大学の人物一覧
創造学園大学の人物一覧は創造学園大学に関係する人物の一覧記事。

## 著名な元教職員
- 明比正行（元創造芸術学部講師）
- 伊東恒久（元創造芸術学部講師）
- 岩居由希子（元創造芸術学部講師）
- 大川千帆（元創造芸術学部講師）
- 高橋美智子（元特別客員教授）
- クリステル・チアリ（元創造芸術学部講師）
- のなかみのる（元創造芸術学部准教授）
- 宮下伸（元副学長・創造芸術学部学部長・元創造芸術学部教授）
- わたなべまさこ（元創造芸術学部客員教授）
- 広中平祐（元学園長）
- 倉田保昭（元創造芸術学部客員教授）

## その他
- 真也加ステファン（陸上競技部監督、現桜美林大学陸上競技部駅伝監督、山梨学院大学陸上競技部OB）
- 酒井法子（俳優・歌手、2010年度、ソーシャルワーク学部ソーシャルワーク学科介護福祉コースに入学）